# Palmas Arborea
Palmas Arborea (en lengua sarda Pramas) es una localidad italiana de la provincia de Oristán, región de Cerdeña,  con 1.463 habitantes.

## Evolución demográfica
| Gráfica de evolución demográfica de Palmas Arborea entre 1861 y 2001 |
|                                                                      |
| Fuente ISTAT - elaboración gráfica de Wikipedia                      |